# Sant Romà d'Useu
Sant Romà d'Useu és l'església del poble d'Useu, de l'antic terme municipal de Baén. Actualment l'edifici pertany al Baix Pallars (Pallars Sobirà) inclosa i forma part de l'Inventari del Patrimoni Arquitectònic de Catalunya. És una església edificada al segle xviii, com a substituta de la vella església romànica de Sant Romà, que entrà en desús a partir d'aquell moment.
Petita església de planta rectangular. La capçalera és orientada a ponent. La façana amb la porta d'entrada està situada als peus de la nau, a orient, en el mur perpendicular al pinyó de la coberta de teula a dues aigües, al centre de la qual s'aixeca l'espadanya d'un sol ull amb arc de forma lleugerament ferrada. L'arc de la senzilla porta és rebaixat. Per damunt d'aquesta s'obre un petit òcul. L'aparell dels murs és de pedra de petita mida i irregular, travada amb morter.